# Orchard Mesa
Orchard Mesa é uma Região censo-designada localizada no estado americano de Colorado, no Condado de Mesa.

## Demografia
Segundo o censo americano de 2000, a sua população era de 6456 habitantes.

## Geografia
De acordo com o United States Census Bureau tem uma área de
14,4 km², dos quais 13,9 km² cobertos por terra e 0,5 km² cobertos por água.

## Localidades na vizinhança
O diagrama seguinte representa as localidades num raio de 24 km ao redor de Orchard Mesa.